# Vale do México

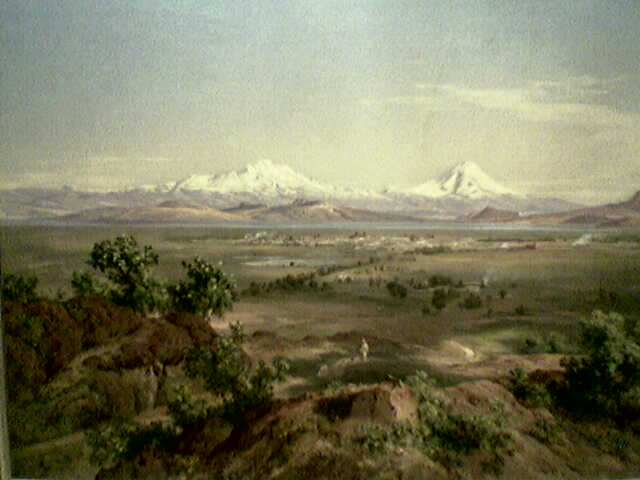
Pintura do Vale do México por José María Velasco Gómez.

O Vale do México é um planalto de elevada altitude no México central, cuja localização coincide aproximadamente com a actual Cidade do México e com a metade oriental do Estado do México. Rodeado por montanhas e vulcões, o Vale do México foi um local central para várias civilizações pré-colombianas incluindo os Teotihuacanos, toltecas e os mexicas. O antigo termo mexica 'Anáhuac' e a expressão bacia do México também são por vezes utilizados para se referir ao Vale do México.

## Geografia

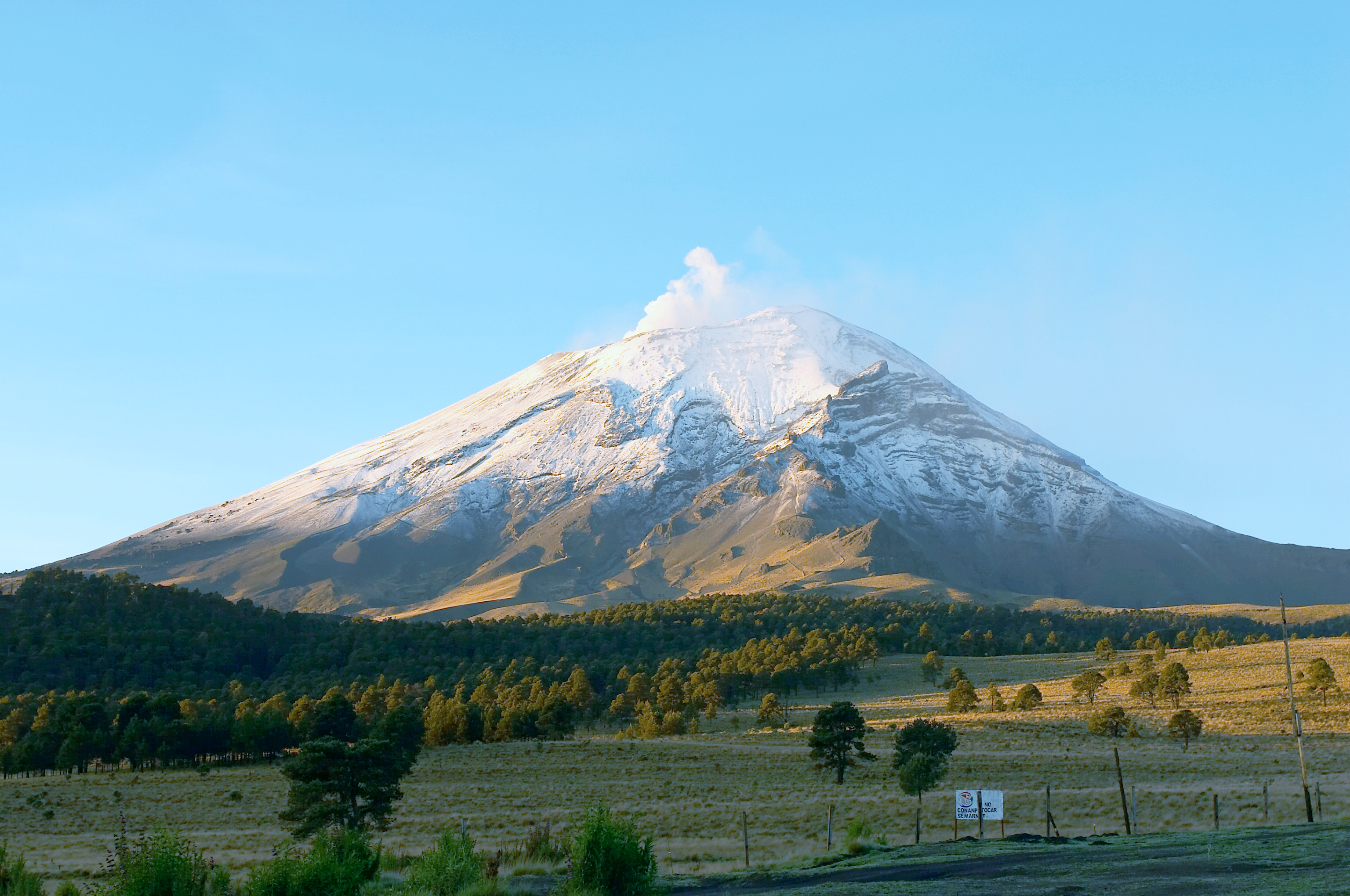
Vulcão Popocatépetl.

O Vale do México estende-se por aproximadamente 60 km na direcção este-oeste e 80 km segundo o eixo norte-sul. O vale é uma bacia endorreica, sem fluxos naturais de descarga. Como resultado desta característica, grande parte do vale era coberta por uma cadeia de lagos interligados: Texcoco, Xochimilco Zumpango e Xaltocan. Estes lagos foram progressivamente drenados pouco restando da sua extensão original e hoje em dia a área metropolitana da Cidade do México ocupa a quase totalidade do vale.

## Poluição
A poluição do ar associada a este ambiente urbano, consistindo sobretudo de ozono, dióxido de enxofre e partículas em suspensão, é retida pelos contornos naturais do vale. No inverno, as inversões térmicas ampliam este problema. Esta situação levou várias organizações, do Banco Mundial ao Guiness Book of World Records, a designar a Cidade do México como a mais poluída das grandes cidades do mundo. A contaminação do ar atingiu níveis prejudiciais em 355 dias durante o ano de 1991, melhorando para 170 em 2003 e 141 em 2004.

## Clima
O Vale do México tem uma altitude média aproximada de 2240 metros acima do nível do mar. Apesar do vale se situar na zona tropical, a elevada altitude torna-o relativamente temperado. A mediana anual da temperatura situa-se entre os 16º a 18°C e as variações sazonais são pequenas. Podem ocorrer geadas nos meses mais frios mas, mesmo em Janeiro, a temperatura média é de 21°C. Abril e Maio são os meses mais quentes. A época das chuvas, que geralmente dura de Maio até ao princípio de Outubro, é responsável por cerca de 80% da precipitação anual, que tem valores da ordem dos 850 mm.